# English Football League One 2016-17
La temporada 2016-17 de la English Football League One es la decimotercera edición desde su creación en 2004. Corresponde a la tercera categoría del fútbol inglés y la disputan 24 equipos que buscan el ascenso a la EFL Championship, que finalmente lograron, de manera directa, el Sheffield United y el Bolton Wanderers. El Milwall también logró el ascenso pero a través de los playoff.

## Participantes

### Ascensos y descensos
| Pos | a EFL Championship |
| --- | ------------------ |
| 1º  | Wigan Athletic     |
| 2º  | Burton Albion      |
| 3º  | Barnsley FC        |

| Pos | a EFL League One   |
| --- | ------------------ |
| 22º | Charlton Athletic  |
| 23º | Milton Keynes Dons |
| 24º | Bolton Wanderers   |

| Pos | a EFL League One |
| --- | ---------------- |
| 1º  | Northampton Town |
| 2º  | Oxford United    |
| 3°  | Bristol Rovers   |
| 4°  | AFC Wimbledon    |

| Pos | a EFL League Two  |
| --- | ----------------- |
| 21º | Doncaster Rovers  |
| 22º | Blackpool FC      |
| 23º | Colchester United |
| 24º | Crewe Alexandra   |

## Equipos de la temporada 2016-17
| AFC Wimbledon                             | Londres         | Neal Ardley      | Kingsmeadow         | 2.265  |
| Bolton Wanderers                          | Bolton          | Phil Parkinson   | Estadio Macron      | 28.723 |
| Bradford City                             | Bradford        | Stuart McCall    | Valley Parade       | 25.136 |
| Bristol Rovers                            | Bristol         | Darrell Clarke   | Memorial Stadium    | 12.300 |
| Bury FC                                   | Bury            | David Flitcroft  | Gigg Lane           | 11.840 |
| Charlton Athletic                         | Londres         | Russell Slade    | The Valley          | 27.111 |
| Chesterfield FC                           | Chesterfield    | Danny Wilson     | Proact Stadium      | 10.600 |
| Coventry City                             | Coventry        | Tony Mowbray     | Ricoh Arena         | 32.609 |
| Fleetwood Town                            | Fleetwood       | Steven Pressley  | Estadio Highbury    | 5.094  |
| Gillingham FC                             | Gillingham      | Justin Edinburgh | Priestfield Stadium | 11.582 |
| Millwall FC                               | Londres         | Neil Harris      | The Den             | 20.156 |
| Milton Keynes Dons                        | Milton Keynes   | Karl Robinson    | Stadium MK          | 30.500 |
| Northampton Town F.C.                     | Northampton     | Robert Page      | Sixfields Stadium   | 7.653  |
| Oldham Athletic AFC                       | Oldham          | Steve Robinson   | Boundary Park       | 13.309 |
| Oxford United                             | Oxford          | Micheal Appleton | Kassam Stadium      | 12.500 |
| Peterborough United                       | Peterborough    | Grant McCann     | London Road Stadium | 14.084 |
| Port Vale FC                              | Stoke-on-Trent  | Bruno Ribeiro    | Vale Park           | 19.052 |
| Rochdale FC                               | Rochdale        | Keith Hill       | Spotland Stadium    | 10.249 |
| Scunthorpe United                         | Scunthorpe      | Graham Alexander | Glanford Park       | 9.088  |
| Sheffield United                          | Sheffield       | Chris Wilder     | Bramall Lane        | 32.702 |
| Shrewsbury Town                           | Shrewsbury      | Micky Mellon     | New Meadow          | 9.875  |
| Southend United                           | Southend-on-Sea | Phil Brown       | Roots Hall          | 12.306 |
| Swindon Town                              | Swindon         | Luke Williams    | County Ground       | 15.728 |
| Walsall FC                                | Walsall         | Jon Whitney      | Bescot Stadium      | 11.300 |
| Datos actualizados al 4 de junio de 2016. |                 |                  |                     |        |

## Clasificación
|  |     | Equipo                   | PJ | PG | PE | PP | GF | GC | DG  | PTS |
|  | --- | ------------------------ | -- | -- | -- | -- | -- | -- | --- | --- |
|  | 1.  | Sheffield United (C) (A) | 46 | 30 | 10 | 6  | 92 | 47 | +45 | 100 |
|  | 2.  | Bolton Wanderers (A)     | 46 | 25 | 11 | 10 | 68 | 36 | +32 | 86  |
|  | 3.  | Scunthorpe United        | 46 | 24 | 10 | 12 | 80 | 54 | +26 | 82  |
|  | 4.  | Fleetwood Town           | 46 | 23 | 13 | 10 | 64 | 43 | +21 | 82  |
|  | 5.  | Bradford City            | 46 | 20 | 19 | 7  | 62 | 43 | +19 | 79  |
|  | 6.  | Millwall (A)             | 46 | 20 | 13 | 13 | 66 | 57 | +9  | 73  |
|  | 7.  | Southend United          | 46 | 20 | 12 | 14 | 70 | 53 | +17 | 72  |
|  | 8.  | Oxford United            | 46 | 20 | 9  | 17 | 65 | 52 | +13 | 69  |
|  | 9.  | Rochdale                 | 46 | 19 | 12 | 15 | 71 | 62 | +9  | 69  |
|  | 10. | Bristol Rovers           | 46 | 18 | 12 | 16 | 68 | 70 | -2  | 66  |
|  | 11. | Peterborough             | 46 | 17 | 11 | 18 | 62 | 62 | 0   | 62  |
|  | 12. | Milton Keynes Dons       | 46 | 16 | 13 | 17 | 60 | 58 | +2  | 61  |
|  | 13. | Charlton Athletic        | 46 | 14 | 18 | 14 | 60 | 53 | +7  | 60  |
|  | 14. | Walsall                  | 46 | 14 | 16 | 16 | 51 | 58 | −7  | 58  |
|  | 15. | Wimbledon                | 46 | 13 | 18 | 15 | 52 | 55 | -3  | 57  |
|  | 16. | Northampton Town         | 46 | 14 | 11 | 21 | 60 | 73 | −13 | 53  |
|  | 17. | Oldham Athletic          | 46 | 12 | 17 | 17 | 31 | 44 | −13 | 53  |
|  | 18. | Shrewsbury Town          | 46 | 13 | 12 | 21 | 46 | 63 | −17 | 51  |
|  | 19. | Bury                     | 46 | 13 | 11 | 22 | 61 | 73 | −12 | 50  |
|  | 20. | Gillingham               | 46 | 12 | 14 | 20 | 59 | 79 | −20 | 50  |
|  | 21. | Port Vale (D)            | 46 | 12 | 13 | 21 | 45 | 70 | −25 | 49  |
|  | 22. | Swindon Town (D)         | 46 | 11 | 11 | 24 | 44 | 66 | −22 | 44  |
|  | 23. | Coventry City (D)        | 46 | 9  | 12 | 25 | 37 | 68 | −31 | 39  |
|  | 24. | Chesterfield (D)         | 46 | 9  | 10 | 27 | 43 | 78 | −35 | 37  |

|  | Ascendieron a la EFL Championship.        |
|  | Clasificaron para el play-off de ascenso. |
|  | Descendieron a la EFL League Two.         |

## Play-offs por el tercer ascenso a laEFL Championship
|  | Semifinales       | Semifinales | Semifinales | Semifinales |   |               | Final | Final |  |
|  |                   |             |             |             |   |               |       |       |  |
|  |                   |             |             |             |   |               |       |       |  |
|  | Scunthorpe United | 0           | 2           | 2           |   |               |       |       |  |
|  | Scunthorpe United | 0           | 2           | 2           |   |               |       |       |  |
|  | Millwall          | 0           | 3           | 3           |   |               |       |       |  |
|  | Millwall          | 0           | 3           | 3           |   | Bradford City | 0     |       |  |
|  |                   |             |             |             |   | Bradford City | 0     |       |  |
|  |                   |             | Millwall    | 1           |   |               |       |       |  |
|  | Fleetwood Town    | 0           | Millwall    | 1           | 0 | 0             |       |       |  |
|  | Fleetwood Town    | 0           |             |             | 0 | 0             |       |       |  |
|  | Bradford City     | 1           | 0           | 1           |   |               |       |       |  |
|  | Bradford City     | 1           | 0           | 1           |   |               |       |       |  |
|  |                   |             |             |             |   |               |       |       |  |

### Semifinales
| 14 de mayo, | Millwall | 0 - 0 | Scunthorpe United | The Den, Londres                                      |  |
|             |          |       |                   | Asistencia: 12,568 espectadores Árbitro(s): A. Madley |  |

| 19 de mayo, | Scunthorpe United            | 2 - 3 | Millwall                                         | Glanford Park, Scunthorpe                              |                                                        |
|             | I. Toney 19' · S. Dawson 81' |       | S. Morison 45' · L. Gregory 52' · S. Morison 58' | Asistencia: 7.190 espectadores Árbitro(s): C. Kavanagh | Asistencia: 7.190 espectadores Árbitro(s): C. Kavanagh |

| 15 de mayo, | Bradford City    | 1 - 0 | Fleetwood Town | Valley Parade, Bradford                                 |                                                         |
|             | Rory McArdle 77' |       |                | Asistencia: 15,696 espectadores Árbitro(s): O. Langford | Asistencia: 15,696 espectadores Árbitro(s): O. Langford |

| 20 de mayo, | Fleetwood Town | 0 - 0 | Bradford City | Estadio Highbury, Fleetwood                         |  |
|             |                |       |               | Asistencia: 5.076 espectadores Árbitro(s): D. Coote |  |

### Final
| 29 de mayo, | Bradford City | 0 - 1 | Millwall | Estadio de Wembley, Londres |  |
|             |               |       |          | Árbitro(s):                 |  |

- Datos: Q24083528